# Campo de Prado
Campo de Prado (En gallego y oficialmente O Campo do Prado) es una aldea  situada en la parroquia de Nebra en el municipio de Porto do Son (provincia de La Coruña, Galicia, España).
Está situada a 23 metros sobre el nivel del mar a 2,8 kilómetros de la cabecera municipal. Las localidades más cercanas son Aguieira, Quintáns, Loreto y Empalme. En 2021 tenía una población de 106 habitantes (51 hombres y 55 mujeres) de acuerdo al INE, pero el Instituto suma la población de Aguieira (Que no figura en el nomenclátor) a la de Campo do Prado. 